# منزل اعتمادی
منزل اعتمادی؛ نام خانه‌ای تاریخی مربوط به دورهٔ قاجار است و در شهرستان مه‌ولات، کنار دفتر مخابرات روستای عبدل‌آباد واقع شده و این اثر در تاریخ ۹ بهمن ۱۳۸۴ با شمارهٔ ثبت ۱۳۹۹۹ به‌عنوان یکی از آثار ملی ایران به ثبت رسیده‌است.